# Виллани, Филиппо
Филиппо Вилла́ни (итал. Filippo Villani, ок. 1325, Флоренция — ок. 1405, там же) — итальянский хронист и писатель. Племянник Джованни Виллани. 
Около 1360 года закончил Флорентийский университет, где изучал право. В 1376-1381 годах служил канцлером (итал. cancelliere del comune) в Перудже. Продолжил работу своего отца Маттео Виллани над флорентийской «Новой хроникой», дополнив Книгу 11 главами 61-102. Историческую ценность представляет его «Книга о происхождении Флоренции и её знаменитых гражданах» (лат. Liber de origine civitatis Florentiae et eiusdem famosis civibus), во втором томе которой особое внимание автор уделил писателям, поэтам, учёным, художникам и музыкантам XIV века (дошёл до 1396), в том числе Джотто и Франческо Ландини. Описал также воинские подвиги английского кондотьера на флорентийской службе Джона Хоквуда (Джованни Акуто). Начиная с 1391 года во Флоренции Виллани занимался чтением лекций и комментированием «Божественной комедии» Данте. Был близок с Колюччо Салютати и Франко Саккетти.

## Издания сочинений
- Expositio seu comentum super “Comedia” Dantis Allegherii, ed. Saverio Bellomo. Firenze, 1989.
- Matteo Villani: Cronica. Con la continuazione di Filippo Villani, a cura di Giuseppe Porta. Parma, 1995.
- De origine civitatis Florentie et de eiusdem famosis civibus, ed. Giuliano Tanturli. Padua, 1997.